# 188 v. Chr.
Portal Geschichte | Portal Biografien | Aktuelle Ereignisse | Jahreskalender | Tagesartikel

◄ |
3. Jahrhundert v. Chr. |
2. Jahrhundert v. Chr. |
1. Jahrhundert v. Chr. |
►

◄ | 200er v. Chr. | 190er v. Chr. | 180er v. Chr. | 170er v. Chr. |
160er v. Chr. |
►

◄◄ | ◄ | 191 v. Chr. | 190 v. Chr. | 189 v. Chr. | 188 v. Chr. |
187 v. Chr. |
186 v. Chr. |
185 v. Chr. |
► |
►►
Staatsoberhäupter

## Ereignisse

### Römisch-Syrischer Krieg
- Friede von Apameia – Kapitulationsfriede des Antiochos III. gegenüber Rom im Römisch-Syrischen Krieg (192–188 v. Chr.). Die Folgen waren der Verlust Kleinasiens, Kontributionszahlungen an Rom und ein Aufstreben der Rom-freundlichen Mittelstaaten im Osten (Achaia, Rhodos, Pergamon). Der Aitolische Bund wird aufgelöst.

### Kaiserreich China
- 26. September: Liu Gong folgt seinem verstorbenen Vater Han Huidi als dritter Kaiser der Han-Dynastie auf den Thron. Der Minderjährige ist jedoch wie sein Vater ein Marionettenkaiser unter der Regentschaft von Kaiseringroßmutter Lü Zhi.

## Geboren
- Han Jingdi, chinesischer Kaiser († 141 v. Chr.)

## Gestorben
- 26. September: Han Huidi, chinesischer Kaiser (* 210 v. Chr.)